# Tambourissa comorensis
Tambourissa comorensis är en tvåhjärtbladig växtart som beskrevs av D.H. Lorence. Tambourissa comorensis ingår i släktet Tambourissa och familjen Monimiaceae. Inga underarter finns listade i Catalogue of Life.